# Srednjeveški spomeniki na Kosovu
Srednjeveški spomeniki na Kosovu (albansko Monumentet Mesjetare në Kosovë, srbsko Средњовековни споменици на Косову, Srednjovekovni spomenici na Kosovu) so kraji svetovne dediščine, ki obsegajo štiri srbske pravoslavne cerkve in samostane, ki predstavljajo zlitje vzhodne pravoslavne bizantinske  in zahodne  romanske cerkvene arhitekture v obliki renesančnega sloga Paeologov. Samostane in cerkve so ustanovili člani rodbine Nemanjić, najpomembnejše rodbine v srednjeveški Srbiji. Mesta so zdaj v Republiki Kosovo.
Leta 2004 je bil zaradi njegove izjemne univerzalne vrednosti na seznam vpisan samostan Visoki Dečani. Dve leti kasneje so bili na seznam vpisani še drugi trije verski spomeniki: samostan Pećka patriarhija, cerkev Naša Gospa Ljeviška in samostan Gračanica. 
Leta 2006 so bili zaradi težav pri upravljanju in politične nestabilnosti na Kosovu vsi štirje kraji uvrščeni na seznam ogrožene dediščine.

## Prerekanja o članstvu Kosova v Unescu
Kandidatura Kosova za članstvo v Unescu je še vedno predmet razprav, ker bi njegovo članstvo povzročilo, da bi bili spomeniki na Kosovu uvrščeni na seznam Kosova in ne Srbije. Spomeniki so bili izpostavljeni napadom, zlasti med etničnim nasiljem leta 2004, in med vladavino UNMIK na Kosovu, ko je bila močno poškodovana cerkev Ljeviške Gospe. Oktobra 2015 je izvršilni odbor Unesca za članstvo priporočil, da se Kosovo sprejme v UNESCO.  
O prošnji za članstvo se je glasovalo na Generalni konferenci Unesca v Parizu 9. novembra 2015, na kateri prošnja ni dobila dvotretjinske podpore. Eden od glavnih razlogov za odklonitev kosovske prošnje  so bili nemiri leta 2004, v katerih je bilo poškodovanih ali uničenih 35 pravoslavnih cerkva, med njimi tudi Naša Gospa Ljeviška, ki je na seznamu svetovne dediščine. Cerkve so predmet stalnega plenjenja, tudi gradbenega materiala, predvsem dragocenega svinca z njihovih streh.

## Galerija
- Visoki Dečani
- Pećka patriarhija
- Naša Gospa Ljeviška
- Samostan Gračanica

## Opomba
1. ↑  Februarja  2008 je Kosovo enostransko razglasilo neodvisnost od Srbije.[1] Od leta 2017 ga je kot neodvisno državo priznalo več kot 110 držav.[2] Srbija šteje Kosovo za del svojega suverenega ozemlja, medtem ko so Združeni narodi glede tega ali je Kosovo neodvisna država ali ne, strogo nevtralni. Aprila 2013 sta Srbija in Kosovo začeli formalizirati odnose skladno z Bruseljskim sporazumom.[2] 

Kosovo je leta 2015 neuspešno poskušalo postati član Unesca,[3] zato se je kosovska vlada leta 2017 odločila za preložitev vlaganja prihodnjih zahtev.[4]

## Znanje povezave
- Medieval Monuments in Kosovo at the official UNESCO site
- Mediaeval monuments in Kosovo, National Tourism Organisation of Serbia
- Medieval Monuments in Kosovo, 'Learn the World'